# Twin Lakes (condado de Adams)
Twin Lakes es un lugar designado por el censo del condado de Adams, Colorado, Estados Unidos. Según el censo de 2020, tiene una población de 8226 habitantes.
En los Estados Unidos, un lugar designado por el censo (traducción literal de la frase en inglés census-designated place, CDP) es una concentración de población identificada por la Oficina del Censo exclusivamente para fines estadísticos.
Si bien la zona depende directamente del condado, a todos los efectos prácticos es un barrio de la ciudad de Denver.

## Geografía
Está ubicado en las coordenadas 39°49′22″N 105°00′14″O / 39.82278, -105.00389 (39.822719, -105.003969). Según la Oficina del Censo, tiene una superficie total de 4.30 km², de los cuales 4.26 km² corresponden a tierra firme y 0.04 km² están cubiertos de agua.

## Demografía
Según la estimación 2018-2022 de la Oficina del Censo, los ingresos medios de los hogares son de $87,352 y los ingresos medios de las familias son de $92,875. Los ingresos per cápita en los últimos doce meses, medidos en dólares de 2022, son de $44,515. Alrededor del 7.4% de la población está por debajo de la línea de pobreza.